# أندرو جونستون
أندرو جونستون (بالإنجليزية: Andrew Johnston)‏ هو ناقد سينمائي وصحفي أمريكي، ولد في 1968، وتوفي في 2008.

## روابط خارجية
- أندرو جونستون على موقع روتن توميتوز (الإنجليزية)